# 國立嘉義大學獸醫學院
國立嘉義大學獸醫學院，簡稱嘉大獸醫學院，是位於國立嘉義大學新民校區的學院，2010年9月13日，獸醫學系暨研究所從蘭潭校區遷至新民校區。
2016年8月1日，獸醫學系暨研究所，附屬動物醫院、雲嘉南動物疾病診斷中心從農學院分出，成為國內大學第四所獸醫學院。

## 學院簡史
1919年4月於嘉義廳山仔頂（嘉義公園旁、今「嘉義高商」現址）創校，初名「臺灣總督府嘉義農林學校」，1921年，隨著行政區劃為臺南州嘉義街（後改制為臺南州嘉義市，今嘉義市）易名「臺南州立嘉義農林學校」。1938年7月，由山仔頂遷校至嘉義市民生南路，現「新民校區」（原「民生校區」）。
1945年，中華民國接管臺灣後，10月25日改為「臺灣省立嘉義農業職業學校」。1951年7月，改為「臺灣省立嘉義高級農業職業學校」。1952年8月，在蘭潭校區增設畜牧獸醫科。1954年8月1日，被選為示範農校，易名為「臺灣省立嘉義示範高級農業職業學校」，成立蘭潭分部。1965年7月1日，改制升格為「臺灣省立嘉義農業專科學校」，設畜牧獸醫科，1967年改設畜牧獸醫科獸醫組，1971年成立附設動物醫院，1975年獸醫組獨立設科，1981年7月1日，改隸中央，易校名「國立嘉義農業專科學校」，1999年改制為「國立嘉義技術學院」五年制獸醫學系。
2000年2月1日，「國立嘉義技術學院」與國立嘉義師範學院合併成「國立嘉義大學」，獸醫學系隸屬於農學院，2010年成立雲嘉南動物疾病診斷中心，2016年8月，獸醫學系暨研究所，附屬動物醫院、雲嘉南動物疾病診斷中心改隸新成立的獸醫學院，成為國內大學第四所獸醫學院。

## 旗下系所

### 獸醫學系暨研究所
嘉大獸醫，源自於嘉義高農畜牧獸醫科，成立於1967年，前身為嘉義農專畜牧獸醫科獸醫組，以傳授獸醫基礎醫學、動物疫病之診治、疫情監控之相關課程，設有大學部學士班及研究所碩士班。

## 附屬單位

### 動物疾病診斷中心
成立於2010年，以服務雲嘉南地區之畜禽養殖戶，為進行經濟動物的疾病診療與病性鑑定，診斷及控制產業動物疾病、協助畜牧產業從業人員，提升經濟動物疾病診療品質，進而提昇雲嘉南地區經濟動物之產值。原名雲嘉南動物疾病診斷中心，於2022年由原先任務編組提升，改制為學院正式二級附屬單位。為提升服務品質及內容，更名為動物疾病診斷中心。

### 獸醫學院附設動物醫院
成立於1971年，為提昇獸醫領域教學、研究、實習及強化動物醫療網服務之需求而設立之動物醫療機關。另設有分子檢驗實驗室，致力於發展高品質及高穩定度之專業檢測技術，主要應用探針即時聚合酶連鎖反應、熱啟動聚合酶連鎖反應、巢式聚合酶連鎖反應等三種檢測技術作為動物疾病之檢測。

## 獸醫館
「獸醫館」為獸醫學院、獸醫學系暨研究所、動物醫院、雲嘉南動物疾病診斷中心使用之場館。一樓為動物醫院、雲嘉南動物疾病診斷中心辦公室，二樓為獸醫學系辦公室，三樓為獸醫學院辦公室，五樓為動物疾病診斷中心實驗室等。

## 外部連結
- 國立嘉義大學獸醫學院（页面存档备份，存于） （繁體中文）（英文）
- 國立嘉義大學獸醫學院附設動物醫院（页面存档备份，存于） （繁體中文）
- 國立嘉義大學獸醫學院附設動物醫院的Facebook專頁
- 國立嘉義大學（页面存档备份，存于） （繁體中文）（英文）